# Anton Lesser
Anton Lesser (14 februari 1952) is een Engels acteur. Hij verwierf wereldwijde brede bekendheid door zijn rollen als Qyburn in de HBO-serie Game of Thrones, als Harold Macmillan in de Netflixserie The Crown en als hoofdinspecteur Reginald Bright in de ITV-serie Endeavour.

## Biografie
Lesser groeide op in de buitenwijken van Birmingham en studeerde vervolgens aan de University of Liverpool en, van 1974 tot 1977, de Royal Academy of Dramatic Art. Verbonden aan de Royal Shakespeare Company speelde hij een aantal hoofdrollen in theaterproducties van werken van Shakespeare.
Voor zijn vertolking van het historisch personage Thomas More in de BBC-miniserie Wolf Hall werd hij in 2016 genomineerd voor een BAFTA for Best Supporting Actor.

## Film en televisie
- 2022-2025: Andor - als Major Partagaz (17 afl.)
- 2022: 1899 - als Henry Singleton (8 afl.)
- 2021: Benediction - als Stephen Tennant
- 2020: The Courier - als Bertrand
- 2013-2019: Game of Thrones - als Qyburn (22 afl.)
- 2013-2023: Endeavour - als Chief Superintendent Reginald Bright (32 afl.)
- 2018: The Crown - als Harold Macmillan (8 afl.)
- 2017: Disobedience - als Rav Krushka
- 2016: Allied - als Emmanuel Lombard
- 2015: Wolf Hall - als Thomas More (4 afl.)
- 2014: Closer to the Moon - als Holban
- 2011: Pirates of the Caribbean: On Stranger Tides - als Lord John Carteret
- 2006: Miss Potter - als Harold Warne

- Bibliothèque nationale de France: cb165812903 (data)
- CiNii: DA12895474
- Gemeinsame Normdatei: 133342581
- International Standard Name Identifier: 0000 0001 1450 6166
- Library of Congress Control Number: n83009541
- MusicBrainz: ba38ff34-cc58-48a5-8d19-9deaeed7f40e
- Nationale Bibliotheek van Tsjechië: xx0042885
- Nationale Bibliotheek van Israël: 987007449579205171
- Nederlandse Thesaurus van Auteursnamen: 190947381
- Système universitaire de documentation: 079237800
- Trove: 1229810
- Virtual International Authority File: 85571240
- WorldCat: E39PBJv8KwmBK88WkjpGpD3G73